# 御岳の鏡岩

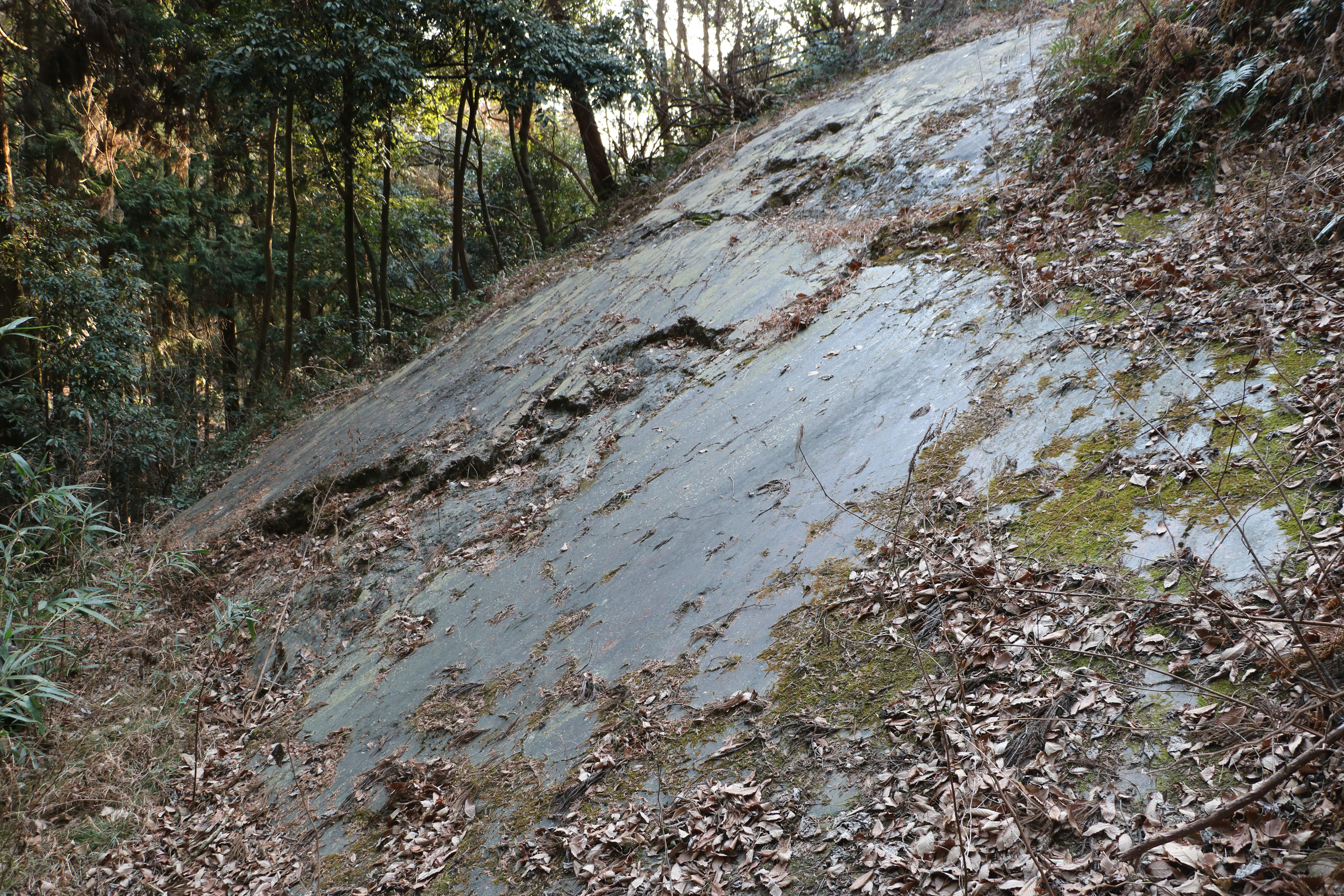
御岳の鏡岩。2023年3月5日撮影。

御岳の鏡岩（みたけのかがみいわ）は、埼玉県児玉郡神川町二ノ宮にある、国の特別天然記念物に指定された、日本国内最大規模の断層鏡肌（だんそうかがみはだ）である。断層面の両側の岩体が地中でずれた際に生じた強い摩擦によって、砥石で磨かれたかのような平滑な岩肌が形成されたものである。
鏡肌（かがみはだ、スリッケンサイド・英: Slickenside）とは、断層運動などで生じた岩盤の露頭が鏡のような光沢をもつ岩面を指す地質学用語で、断層面ができるときの強い働きにより、岩石同士が地中で擦れ合い研磨されて、隣り合った互いに平滑な岩盤面が地中に形成される。その後、片方の岩盤のみが浸食されると、残った片方の平滑な岩肌が地表に現れることになる。これが鏡肌である。鏡肌の岩面には断層運動によって付けられた線状のスクラッチ（条溝）が見られることもあり、この方向を調べることによって断層の動きを知ることができる。
断層鏡肌自体は日本国内を含め世界各地で見られるものの、磨かれた平滑面は小規模なものが多い。それに対して御岳の鏡岩は鏡肌として極端な例であり、その規模や状態など日本国内では他に類例がなく、1940年（昭和15年）8月30日に国の天然記念物に指定され、1956年（昭和31年）7月19日には特別天然記念物に格上げされている。鏡肌を指定対象とする国指定の記念物は、特別天然記念物だけでなく天然記念物を含め本物件のみである。

## 解説

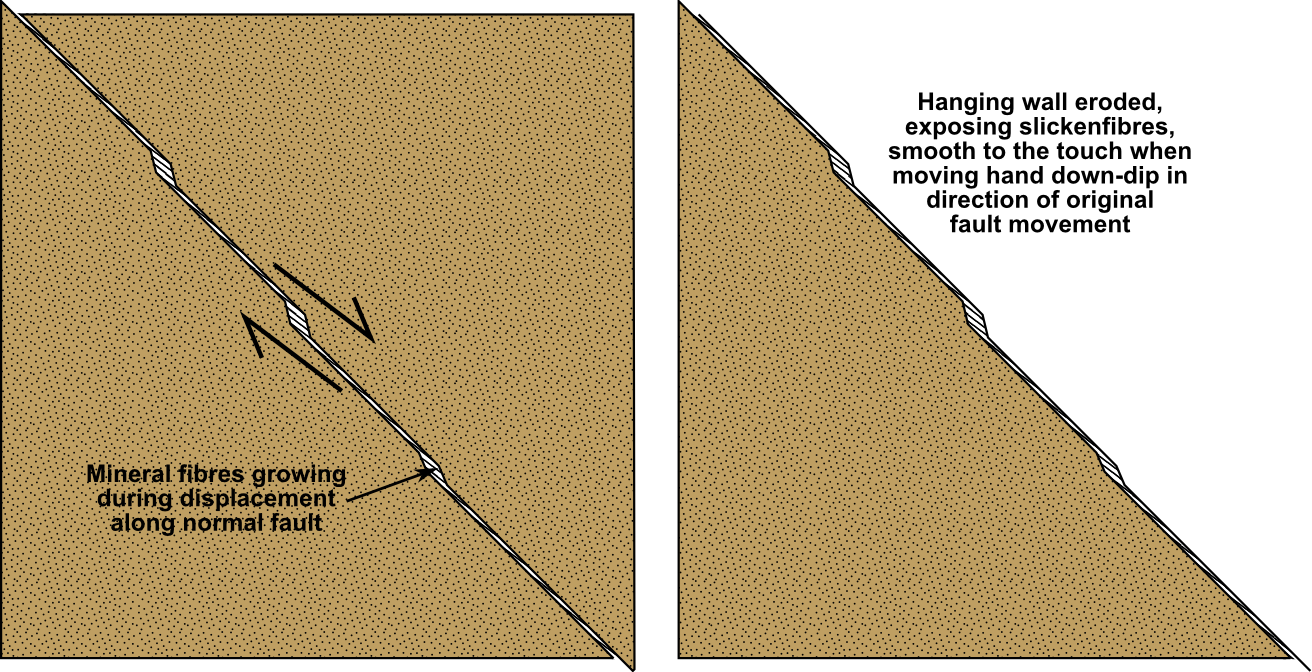
鏡肌の形成過程イメージ。
左図・断層運動により隣り合った摩擦面が地中に形成される。
右図・片方の岩盤が浸食により消失して、残された片方の平滑な岩肌が地表に現れる。

御岳の鏡岩は埼玉県北西部の児玉郡神川町に鎮座する金鑚神社（かなさなじんじゃ）境内の背後にある、御嶽山（みたけやま、標高343.5メートル）山頂東側中腹の木々に囲まれた、標高約280メートル付近の急斜面に所在する。
この場所は秩父山地の北東端、山地と関東平野の境にあたり、南東方向から北西方向にかけて何本もの断層が束になって走る大断層帯が形成されているが、同時にこの場所は日本最大の地帯構造である中央構造線の東縁に位置している。中央構造線は北側の領家変成帯（内帯）と南側の三波川変成帯（外帯）に大きく分けられるが神川町はこの境界地点にあたる。
埼玉県北西部一帯は白亜紀に大きな変成作用を受けて活断層が発達した結果、神川町西部の御嶽山一帯には地帯構造の境界線（構造線）が多数生じた。その構造線のひとつである八王子構造線と中央構造線の交点にあたるのが御岳の鏡岩付近であり、断層運動による熱や圧力などの影響を大きく受けた場所である。
金鑚神社の社殿から御嶽山山頂へ向かう登山道に設けられた階段を400メートルほど登ると、左手に鉄柵で囲まれた巨岩が現れる。これが国の特別天然記念物に指定された「御岳の鏡岩」で、表面に露出する平滑な部分は高さ約4メートル、幅は約9メートルもある。この岩は三波川変成帯に多く含まれる結晶片岩の中でも、特に堅硬な赤鉄石英片岩で出来ており、全体的に暗い赤褐色を呈している。断層面の走向は東西方向で、北向きに約30度傾斜しており、天然の滑り台のような形状をしている。秩父山地と関東平野の境界を造った八王子構造線の形成年代から、御岳の鏡岩は約1億年前の断層運動により形成されたものと考えられている。
平滑面をよく見ると無数の条痕が刻まれているが、これは断層運動の際に出来た引っ掻き傷の痕跡で断層掻痕とも呼ばれ、引っ掻き傷の方向を調べることで断層の動きを知ることが出来る。ただし、このような傷の凸凹は、その断層面が動いた最も新しい運動という見方もできるため、それより以前の断層運動が同じ方向であったのかまではわからない。いずれにしても日本国内における最大規模の断層鏡肌であり、1940年（昭和15年）8月30日に国の天然記念物に指定され、1956年（昭和31年）7月19日には特別天然記念物に格上げされた。

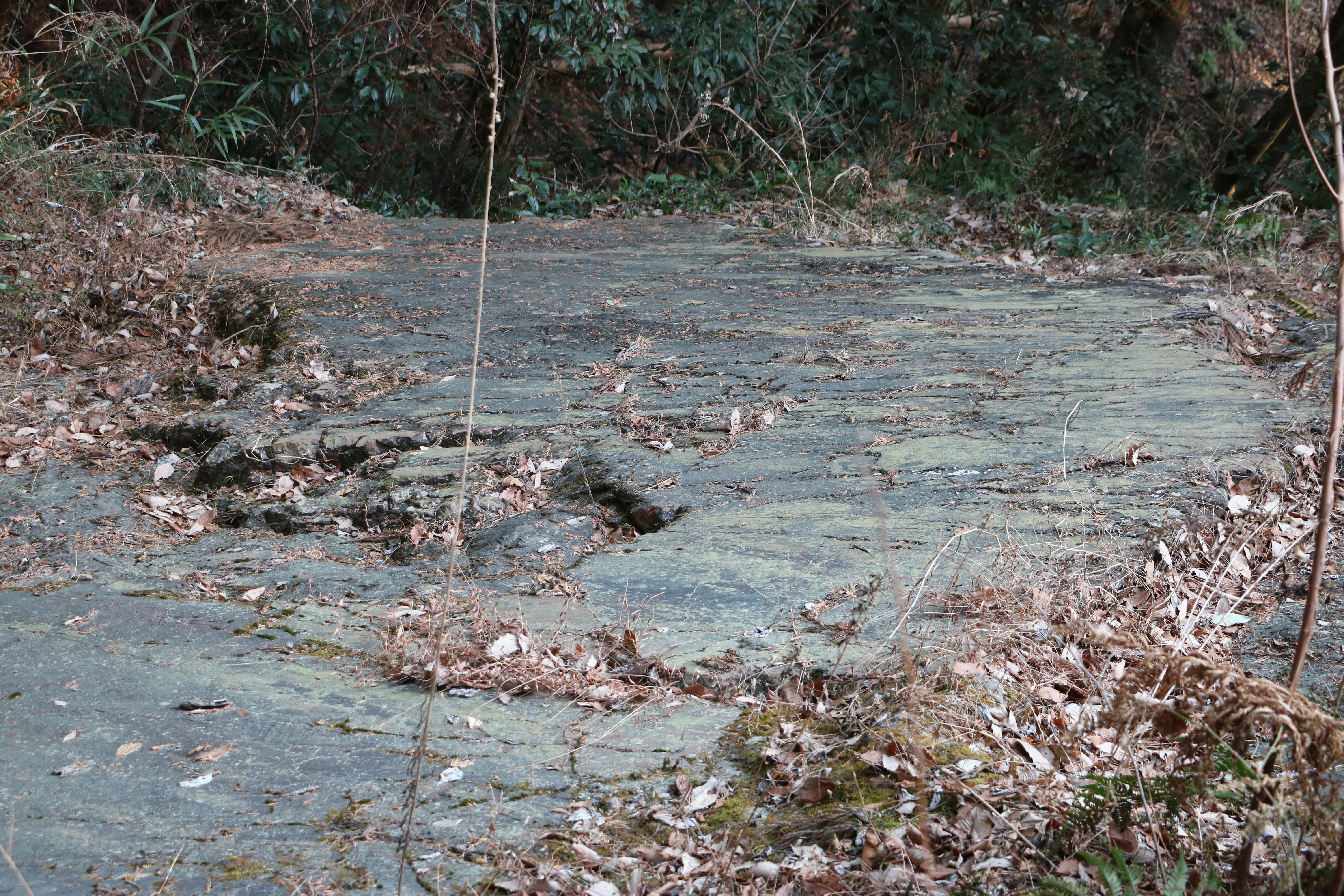
岩肌には無数の擦り傷（断層掻痕）がある。2022年3月5日撮影。

砥石で磨き上げたかのように深く照り輝き、周囲の木立や人影まで微かに映し出すほどの光沢をもつことから、古くより「鏡岩」と呼ばれて親しまれており複数の伝承が残されている。
その昔、この御嶽山周辺一帯には山城がいくつかあり、月夜にはこの鏡岩が月光に照らされ、敵の目標とされることから松明の煙で岩の表面を燻したため赤褐色の岩になったという伝説がある。また、北方に位置する高崎城（現群馬県高崎市）が落城した際、この鏡岩まで逃げ延びた落ち武者が、敵方が放った炎で炎上する高崎城の火炎がメラメラと鏡岩に映し出されるのを見て憤慨し、持っていた松明で岩肌を燻して曇らせて火炎が映し出されないようにしたとも伝えられている。
江戸時代後期の見聞記『遊歴雑記』には、人の顔のシワまで映し出す「姿見の明鏡」と記され『甲子夜話』にも同様の記述があり、物が鏡のように映る不思議な現象から、この鏡岩の前に心の良い人間が立つと、岩肌は澄むが、心の醜い人が立つと岩肌が曇ると言われてきた。
鏡肌として国の天然記念物に指定されているものは「御岳の鏡岩」のみであるが、所在する八王子構造線の断層線上には規模の大きい鏡肌が複数あり、このうち御岳の鏡岩から構造線を南南東へ向かった延長線上にある、同県入間郡越生町龍ヶ谷（たつがや）の梅本地区にある障子岩と、飯能市市街地に隣接する天覧山山腹にある鏡肌の露頭は典型的な断層鏡肌として知られ、このうち越生町の障子岩は「龍ヶ谷の障子岩（断層鏡肌）」として、2020年（令和2年）2月21日に埼玉県の県指定天然記念物に指定された。
御岳の鏡岩は保護のため神川町により周囲に柵が廻らされているため、近付いて岩肌を触ることは出来ないが、埼玉県立自然の博物館（秩父郡長瀞町）の入り口付近にある「日本地質学発祥の地」の石碑が、御岳の鏡岩と同じ赤鉄石英片岩であり、岩肌を触ったり色合いなどを直接観察することが出来る。

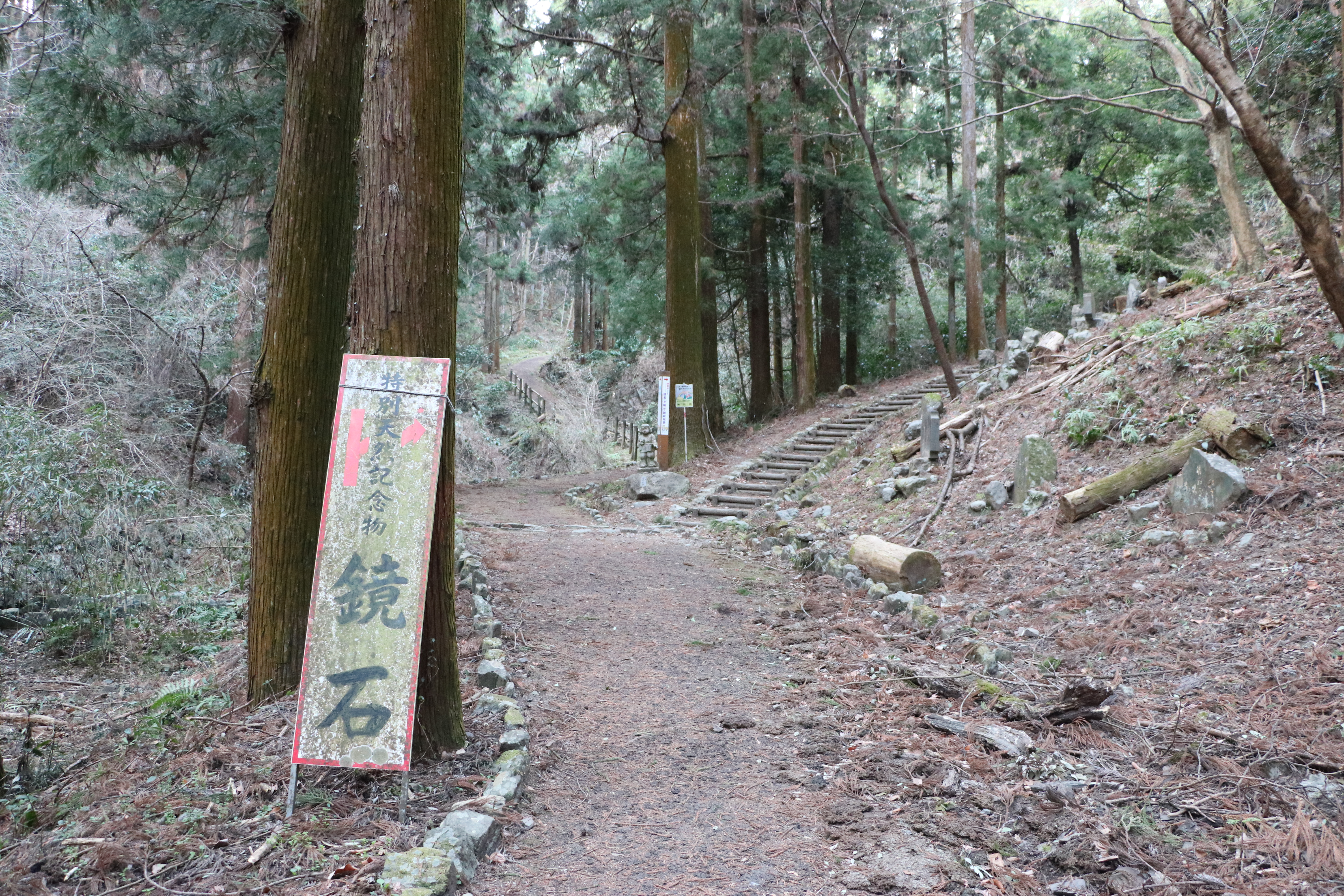
金鑚神社の社殿から御嶽山山頂へ向かう階段。御岳の鏡岩は右手の階段を登った左側に所在する。 2023年3月5日撮影。
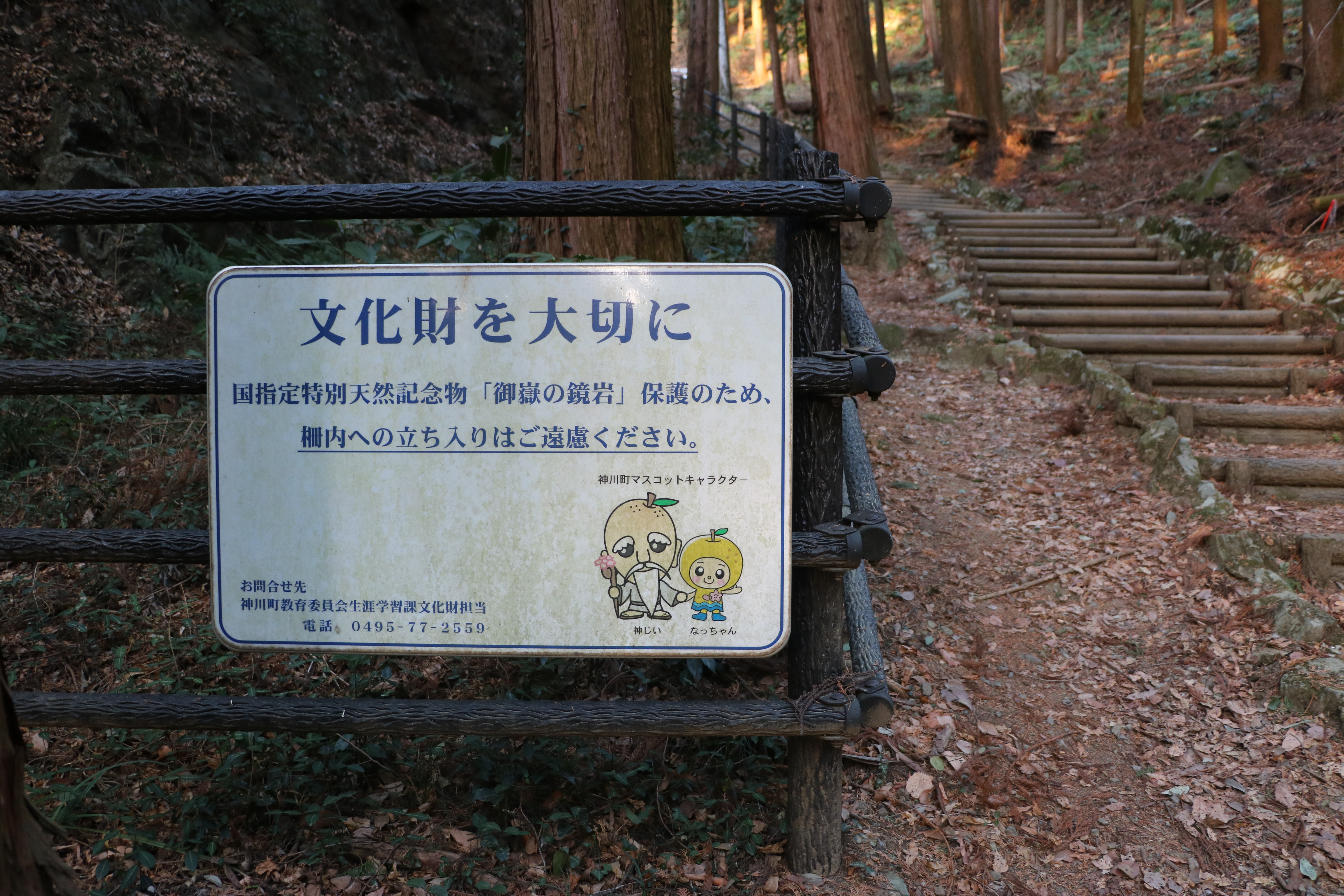
鉄柵によって厳重に保護されており、岩肌に触れることは出来ない。 2023年3月5日撮影。
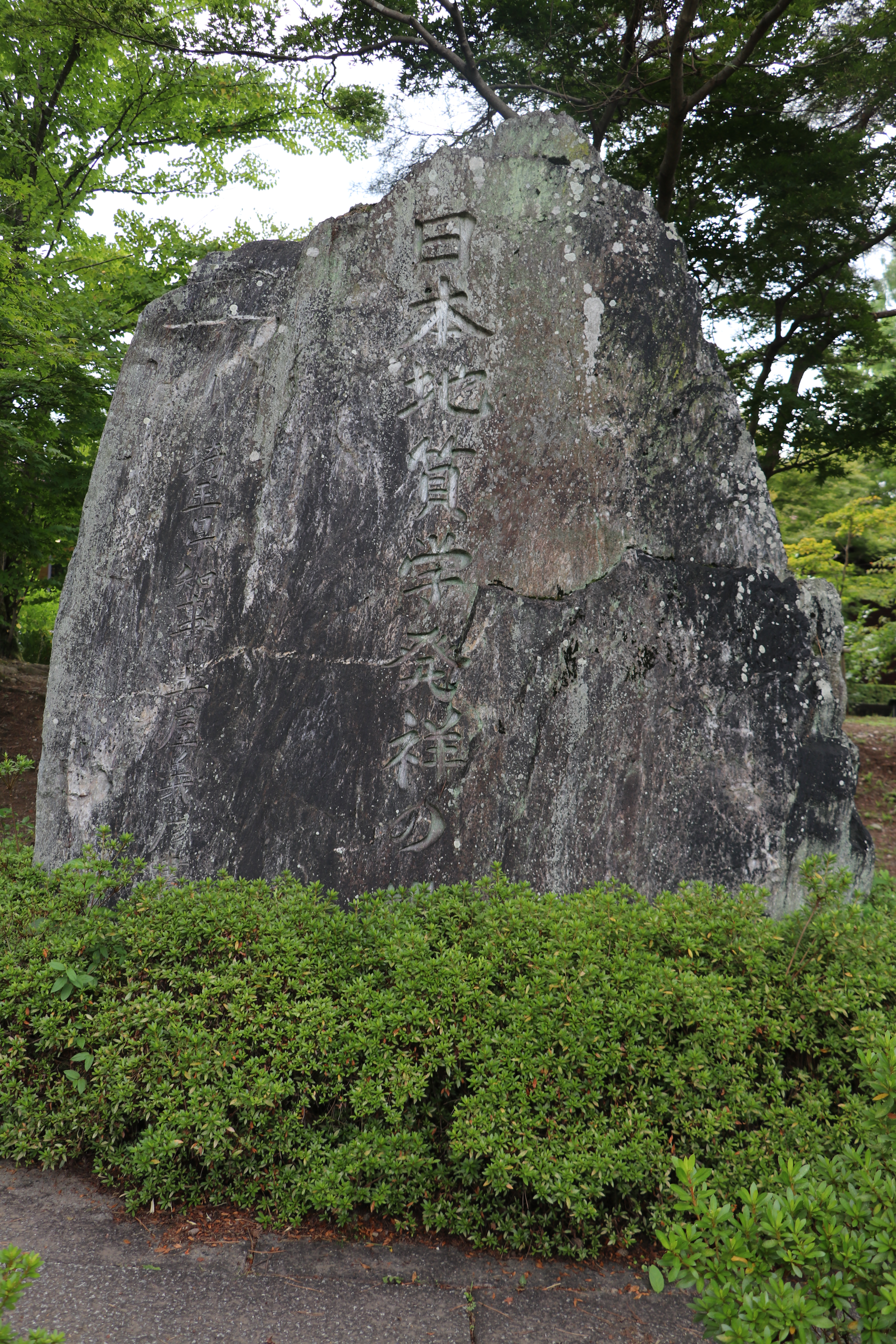
埼玉県立自然の博物館にある日本地質学発祥の地の碑。御岳の鏡岩と同じ赤鉄石英片岩でできている。 2020年8月13日撮影。

## 交通アクセス
所在地
- 埼玉県児玉郡神川町字二ノ宮751外

交通
- 関越自動車道本庄児玉インターチェンジより車で約20分（10㎞）。
- 東日本旅客鉄道（JR東日本）八高線本庄駅または、同丹荘駅下車。朝日バス（神泉総合支所ゆき）へ乗車、「新宿（しんしゅく）」バス停下車、徒歩約20分。